# Дублинское дерби
Дублинское дерби (англ. Dublin derby) — главное футбольное противостояние Дублина. В нем участвуют клубы — «Шемрок Роверс» и «Богемиан».
«Шемрок Роверс» является победителем таких турниров, как: чемпионат Ирландии, кубок Ирландии, кубок ирландской лиги. «Богемиан» является победителем : чемпионата Ирландии, кубок Ирландии, кубок ирландской лиги.

## История
Это дерби является одним из самых главных противостояний в Ирландии. Оно - главное в Дублине. Оба клуба являются одними из самых титулованных в Ирландии и имеют большие армии болельщиков. У обоих клубов одни и те же принципиальные соперники из Дублина - это «Сент-Патрикс Атлетик» и «Шелбурн».
Считается, что противостояние началось в 1972 году. 
В 2000 году матч между командами на 20 минут прерывался из-за драки между фанатами клуба. В 2004 году болельщики Шемрок кинули свиную голову в своих оппонентов.